# Вибори до Полтавської обласної ради 2015
Вибори до Полтавської обласної ради 2015 — вибори депутатів Полтавської обласної ради, які відбулися 25 жовтня 2015 року в рамках проведення місцевих виборів у всій країні.
Вибори відбулися за пропорційною системою, в якій кандидати закріплені за 84 виборчими округами. Для проходження до ради партія повинна була набрати не менше 5% голосів.

## Кандидати
Номери партій у бюлетені подані за результатами жеребкування:
| Номер у бюлетені | Назва                                                                      | Кількість кандидатів | Перший номер                    |
| ---------------- | -------------------------------------------------------------------------- | -------------------- | ------------------------------- |
| 1                | ВО «Свобода»                                                               | 85                   | Ханко Анатолій Миколайович      |
| 2                | «Рідне місто»                                                              | 84                   | Удовіченко Олександр Васильович |
| 3                | Аграрна партія України                                                     | 77                   | Скочко Віктор Миколайович       |
| 4                | Українська партія честі, боротьби з корупцією та організованою злочинністю | 6                    | Руденко Станіслав Анатолійович  |
| 5                | «Опозиційний блок»                                                         | 72                   | Сазонов Олег Юрійович           |
| 6                | «Соціалісти»                                                               | 6                    | Хаустов Анатолій Іванович       |
| 7                | ВО «Батьківщина»                                                           | 85                   | Богдан Руслан Дмитрович         |
| 8                | «Відродження»                                                              | 85                   | Кулініч Олег Іванович           |
| 9                | «Наш край»                                                                 | 30                   | Бучок Валерій Васильович        |
| 10               | Радикальна партія Олега Ляшка                                              | 77                   | Калюжний Валерій Володимирович  |
| 11               | «Блок Петра Порошенка „Солідарність“»                                      | 85                   | Ворона Петро Васильович         |
| 12               | «Совість України»                                                          | 85                   | Мамай Олександр Федорович       |
| 13               | «Об'єднання „Самопоміч“»                                                   | 32                   | Фалтинський Антон Антонович     |
| 14               | «Нова держава»                                                             | 75                   | Масенко Олександр Миколайович   |
| 15               | «Сила людей»                                                               | 64                   | Биков Сергій Сергійович         |
| 16               | Партія простих людей Сергія Капліна                                        | 85                   | Прядко Валерій Григорович       |
| 17               | УКРОП                                                                      | 83                   | Соловей Сергій Андрійович       |

## Результати
| Місце | Партія                                                                     | % голосів | Кількість голосів | Зміна % 2015 до 2010 | Усього місць |
| ----- | -------------------------------------------------------------------------- | --------- | ----------------- | -------------------- | ------------ |
| 1     | «Блок Петра Порошенка „Солідарність“»                                      | 15,84%    | 87 686            | —                    | 15           |
| 2     | ВО «Батьківщина»                                                           | 13,67%    | 75 672            | ▼ -1,82%             | 13           |
| 3     | Радикальна партія Олега Ляшка                                              | 8,56%     | 47 376            | —                    | 8            |
| 4     | УКРОП                                                                      | 8,44%     | 46 721            | —                    | 8            |
| 5     | Партія простих людей Сергія Капліна                                        | 8,12%     | 44 921            | —                    | 8            |
| 6     | ВО «Свобода»                                                               | 7,31%     | 40 467            | ▲ +5,22%             | 7            |
| 7     | Аграрна партія України                                                     | 7,13%     | 39 487            | —                    | 7            |
| 8     | «Рідне місто»                                                              | 7,01%     | 38 770            | —                    | 6            |
| 9     | «Опозиційний блок»                                                         | 6,20%     | 34 319            | ▼ -17,96%            | 6            |
| 10    | «Відродження»                                                              | 6,13%     | 33 932            | —                    | 6            |
| 11    | «Об'єднання „Самопоміч“»                                                   | 4,45%     | 24 648            | —                    | —            |
| 12    | «Совість України»                                                          | 2,54%     | 14 051            | ▼ -3—4%              | —            |
| 13    | «Нова держава»                                                             | 1,16%     | 6440              | ▼ -4,10%             | —            |
| 14    | Українська партія честі, боротьби з корупцією та організованою злочинністю | 1,10%     | 6061              | —                    | —            |
| 15    | «Наш край»                                                                 | 0,94%     | 5188              | —                    | —            |
| 16    | «Сила людей»                                                               | 0,91%     | 5047              | —                    | —            |
| 17    | «Соціалісти»                                                               | 0,48%     | 2651              | ▼ -3—4%              | —            |
|       | Усього голосів за партії                                                   | 100%      | 553 437           |                      | 84           |
|       | Недійсні                                                                   | 3,65%     | 20 994            |                      |              |
|       | Усього (явка 49,43%)                                                       | —         | 574 476           |                      |              |